# فردریک لوئیس، دوک شولسویگ هولشتاین سوندربورگ بک
فردریک لوئیس شولسویگ هولشتاین سوندربورگ بک (به آلمانی:Friedrich Ludwig von Holstein-Sonderburg-Beck) (۶ آوریل ۱۶۵۳ تا ۷ مارس ۱۷۲۸) دوک شولسویگ هولشتاین سوندربورگ بک از ۱۷۱۹ تا ۱۷۲۸ بود. او از نوادگان الیمار یکم، نخستین کنت اولدنبورگ و بنیان‌نهای دودمان اولدنبورگ بود.